# エストリー地域
エストリー地域（エストリーちいき、仏：Estrie）はケベック州の地方行政区の1つ。この地域は初期の頃に英国王党派の入植が見られ、英語圏だったことから「イースタンタウンシップス（Eastern Townships）」と呼ばれ、現在でもこの名称で広く普及している。厳密には一部地域がずれるが英語圏や日本語の文脈の上ではこちらが使われることが多い。仏語における「イースタンタウンシップス」にあたる言葉は「"Les Cantons de l'Est"」。現在では仏語圏となっているが、英語圏の大学も残っている。
風光明媚な場所が多く、モントリオールなどの大都会からも近いため観光地として知られる。

## 地理
アメリカ合衆国のメイン州、ニューハンプシャー州、バーモント州と南で接している。

## 行政区分
郡に属さない単一層自治体としてのシェルブルック市と、8つの上層自治体（MRC、郡にあたる）と88の下層自治体（Municipalités、市町村）がある。ラ・オート＝ヤマスカ郡とブロム＝ミシコワ郡が2021年にモンテレジー地域から移管された。

### 独立市
- シェルブルック（単一層自治体）

### 郡と主な市町村
- コーティクック郡
  - コーティクック
- ル・グラニット郡
  - ラック・メガンティック
- ル・オー＝サン＝フランソワ郡
- ル・ヴァル＝サン＝フランソワ郡
- レ・スース郡
  - アスベストス
- マンフレマゴグ郡
  - マゴグ
- ラ・オート＝ヤマスカ郡
- ブロム＝ミシコワ郡